# Lovčice (Bílé Podolí)
Lovčice (německy Loucitz) je vesnice, část městyse Bílé Podolí v okrese Kutná Hora. Nachází se asi čtyři kilometry jihovýchodně od Bílého Podolí. Vesnicí protéká Lovčický potok.
Lovčice je také název katastrálního území o rozloze 3,53 km².

## Historie
První písemná zmínka o vesnici pochází z roku 1382.
Ve vsi byly v roce 1932 evidovány tyto živnosti a obchody: dva hostince, dva kováři, krejčí, rolník, dva obchody se smíšeným zbožím, spořitelní a záložní spolek pro Lovčice, trafika.